# Monotopion ferrugineus
Monotopion ferrugineus es una especie de coleóptero de la familia Monotomidae. Es la única especie del género Monotopion.

## Distribución geográfica
Habita en Japón.